# Maximin Dominique Consolat
Maximin Dominique Consolat, né à Grasse le 4 août 1785 et mort le 29 juillet 1858, est un homme politique français, maire de Marseille de 1832 à 1843.

## Biographie
Négociant de métier ayant fait fortune en Russie, Dominique Consolat a eu le grand mérite de faire voter par le conseil municipal en 1834 le principe de création du canal de Marseille qui conduira l'eau de la Durance jusqu'à Marseille. C'est pour cela que son buste sculpté par Philippe Poitevin a été placé dans le nymphée du palais Longchamp, en symétrie de celui de l'ingénieur Franz Mayor de Montricher sculpté par André-Joseph Allar.
On lui doit aussi la création de l'avenue du Prado, l'inauguration de l'Arc de Triomphe de la porte d'Aix ainsi que la percée du tunnel du boulevard National (ancien boulevard d'Orléans) sous la gare Saint-Charles. Il réalisa aussi l'éclairage au gaz des rues principales de Marseille.
Après une douzaine d'années de travaux, c'est Bonaventure de La Cropte, comte de Chanterac, un de ses successeurs à la Mairie, qui, en novembre 1849, eut l'honneur d'accueillir l'eau de la Durance dans la cité phocéenne.
La Cité Consolat, située dans le 15e arrondissement de Marseille, ainsi que la rue Consolat, dans son 1er arrondissement, ont toutes deux été nommées en son honneur.

## Sources
- Robert Reboul, Biographie et Bibliographie de l'arrondissement de Grasse, Grasse, Imprimerie Crosnier fils, 1887. Laffitte Reprints, Marseille, 1978